# Tomtex
Zakłady Przemysłu Wełnianego „Tomtex” – fabryka tkanin w Tomaszowie Mazowieckim, w PRL – ZPW im. Marcelego Nowotki, jeden z największych pracodawców w historii miasta.

## Historia

### Prywatna fabryka
Firmę w podtomaszowskich wówczas  Starzycach nad rzekami Czarną i Piasecznicą, w 1857 roku założył Zusman Bornstain. Podobnie jak przy fabryce innego dużego tomaszowskiego przemysłowca – Hila Landsberga nad rzeką Wolbórką, tak i tutaj pierwsze główne zabudowania fabryczne ulokowano przy rzekach, które dodatkowo w celu zwiększenia ich mocy spiętrzono w Staw Starzycki. Woda była niezbędna do napędzania maszyn, tym bardziej, że starzycką fabrykę zelektryfikowano dopiero przed wybuchem pierwszej wojny światowej czyli 60 lat po powstaniu. Energia elektryczna uniezależniła wtedy produkcje od nurtu rzeki, jednak nadal odprowadzano do niej nieczystości poprodukcyjne. W 1913 roku fabryka zatrudnieniała 350 robotników a wartość produkcji wyniosła 1 mln rubli. W połowie 1914 roku czynnych było 105 krosien i 4700 wrzecion, zatrudniano już osiemdziesięciu pracowników więcej. W 1911 roku zmarł Zusman Bornstain, a jego spadkobiercy założyli firmę przemysłowo-handlową „Starzycka Fabryka Sukna i Kortów”. 

### Uspołecznienie i rozbudowa
Po II wojnie światowej, w wyniku nacjonalizacji przemysłu fabryka została przemianowana na „Zakłady Przemysłu Wełnianego „Tomtex” im. Marcelego Nowotki” Zakłady znacznie rozbudowano o dodatkowe hale od strony drogi na Łódź (dziś ulica Ujezdzka), biurowiec, szkoły i bursę dla uczennic spoza Tomaszowa. Do 2002 roku przy zakładzie istniało technikum włókiennicze i zasadnicza szkoła zawodowa. Przekształcono je w obecne Liceum Plastyczne im. Stanisława Wyspiańskiego – jedną z dwóch szkół artystycznych w mieście.

## Stan obecny
Przedsiębiorstwo pod nazwą ZPW „Tomtex” istnieje do dziś. Zajmuje się produkcją tkanin wełnianych i mieszankowych wełny z innymi rodzajami włókien, choć w dużo węższym zakresie niż w przeszłości. Część terenu dawnego „Tomtexu” w latach 90. XX wieku odsprzedano pod grecką fabrykę przekąsek „Star Foods” i kilka mniejszych przedsiębiorstw lokalnych. Od początku XXI wieku, po sprzedaży „Star Foods” na terenie dawnych zakładów przemysłu wełnianego działa fabryka PepsiCo. Amerykanie produkują tu chrupki Cheetos.